# Brenda Lee
Brenda Lee, właśc. Brenda Mae Tarpley (ur. 11 grudnia 1944 w Lithonii) – amerykańska piosenkarka popowa śpiewająca piosenki w stylach rock and roll, rhythm and blues i country rock.
Rozpoczęła karierę muzyczną jako nastolatka. Sprzedała łącznie ponad 100 milionów albumów, wyprzedzając w tym wszystkie inne piosenkarki swego pokolenia. Choć najczęściej kojarzona jest z dynamicznymi piosenkami, była także autorką wielu melancholijnych ballad, z których wiele zostało popowymi standardami. Wylansowała przeboje: "Jambalaya", "One Day at a Time", "Dynamite", "One Step at a Time", "I’m Sorry", "That’s All You Gotta Do", "Let’s Jump the Broomstick", "Big Four Poster Bed", "Rockin’ Around the Christmas Tree", "Nobody Wins", "You Can Depend on Me", "I Just Want to Be Wanted" czy "Break It to Me Gently". W okresie największej popularności dzieliła sceny z artystami, takimi jak Elvis Presley, The Beatles, Gene Vincent czy Duane Eddy. 
Ze względu na swój sceniczny dynamizm, a także niski wzrost (zaledwie 145 cm), zasłużyła sobie na przydomek Little Miss Dynamite (pol. mała panna dynamit). John Lennon powiedział o niej: Ma ze wszystkich najwspanialszy rockandrollowy głos (ang. She has greatest rock and roll voice of them all). W 2002 została wprowadzona do Rock and Roll Hall of Fame.

## Dyskografia
1959 Grandma, What Great Songs You Sang
1960 Brenda Lee
1960 This Is... Brenda
1961 All the Way
1961 Emotions
1961 Miss Dynamite
1962 Brenda, That's All
1962 Sincerely, Brenda Lee
1962 The Show for Christmas Seals
1963 All Alone Am I
1963 Love You
1964 By Request
1964 Let Me Sing
1964 Merry Christmas from Brenda Lee
1964 Songs Everybody Knows
1965 The Versatile Brenda Lee
1965 Too Many Rivers
1966 Bye Bye Blues
1966 Coming on Strong
1967 Here's Brenda Lee
1967 Reflections in Blue
1968 Call Me
1968 For the First Time
1968 Good Life
1968 Let It Be Me
1969 Johnny One Time
1972 A Whole Lotta
1973 Brenda
1974 New Sunrise
1975 Now
1977 L.A. Sessions
1980 Even Better
1980 Take Me Back
1983 Kriss, Willie, Dolly and Brenda... The Winning...
1984 Love Songs Just for You
1993 You Don't Have To Say You Love Me
1994 Wiedersehn Ist Wunderschon
1997 Live Dynamite
2000 Miss Dynamite Live
2002 Sweet Nothings
2004 Little Miss Dynamite in Concert [live]
Bibliografia Brendy Lee:
2000 Little Miss Dynamite: The Brenda Lee Story (autobiografia)